# Cama

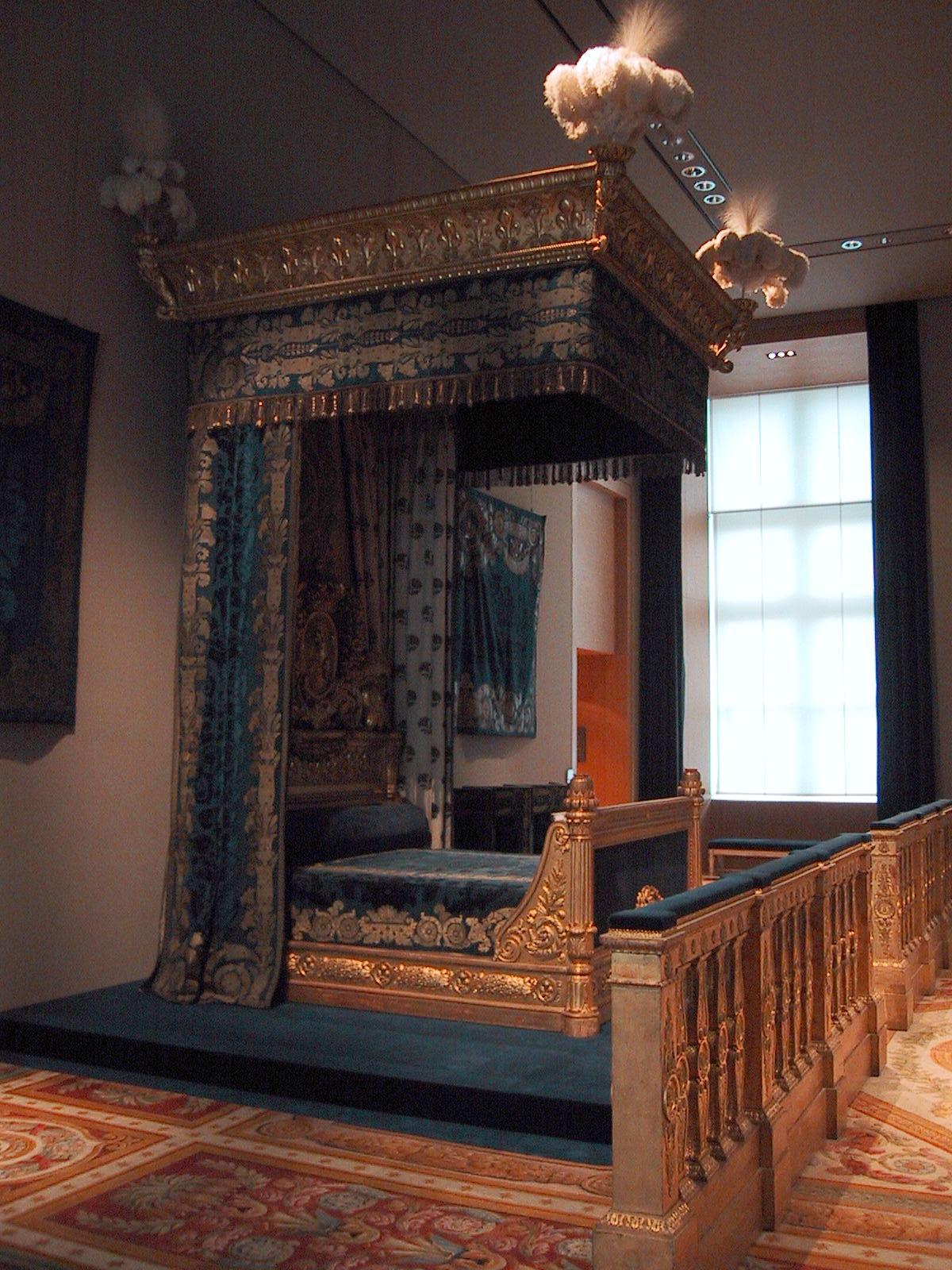
Cama real no Museu do Louvre.

Uma cama, ou leito, é um item mobiliário utilizado para dormir ou relaxar. Geralmente fica localizado dentro de um quarto de uma residência ou hotel.
Normalmente é fabricada de madeira, mas pode ser feita por outros materiais. Utiliza-se um colchão por cima de um estrado, para se dormir de modo mais confortável. A cama é complementada com travesseiros, lençóis, cobertores e colcha.

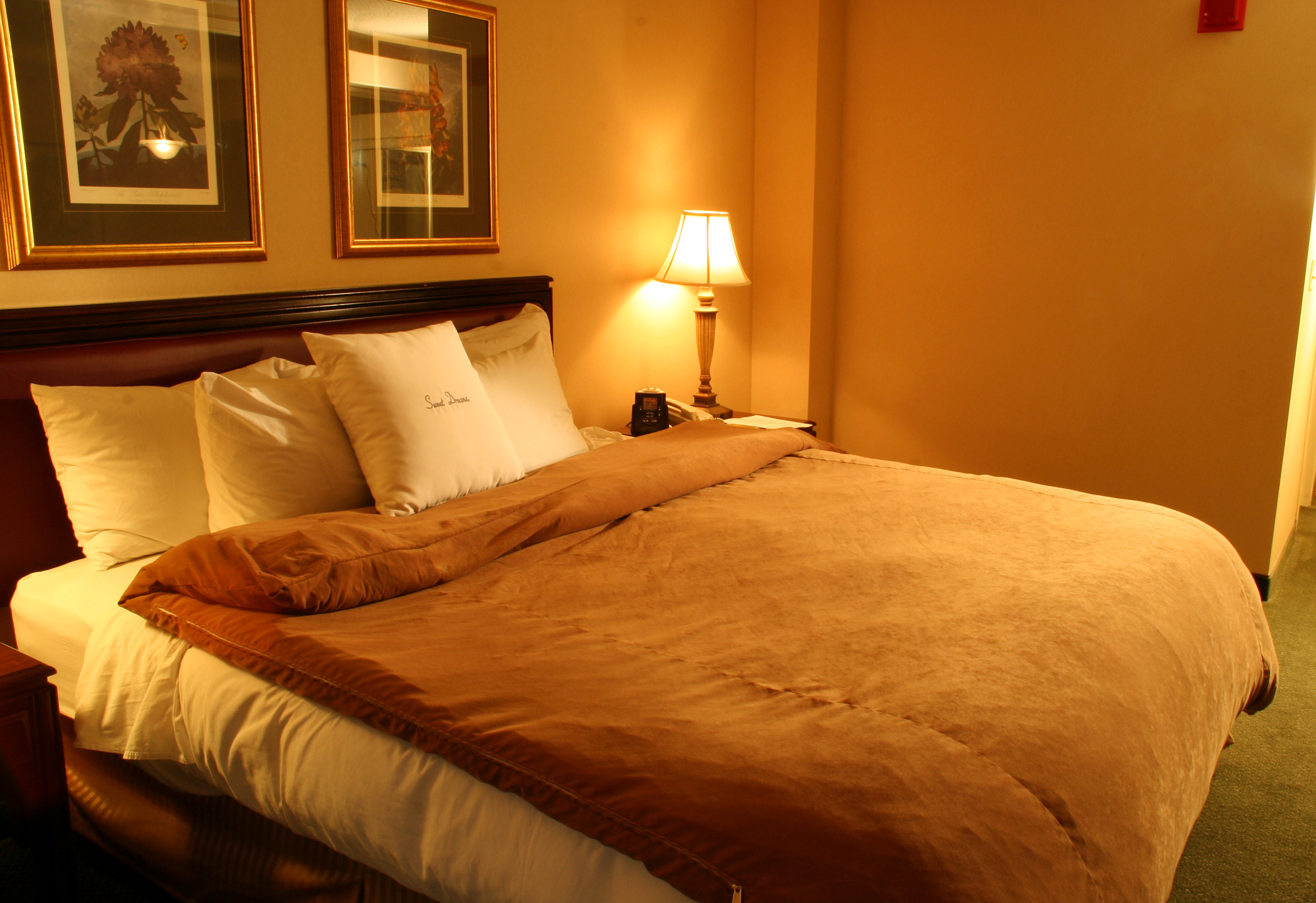
Cama de casal

Quanto à estética da cama, ela pode ter toda e qualquer forma, até mesmo circular (mais comum em motéis), mas o usual é que ela tenha a forma retangular, um pouco elevada em relação ao chão, e que tenha quatro pernas de apoio. As partes de uma cama normalmente são: varão, cabeceira e estrado.

## História

### Antiguidade
As primeiras camas eram feitas por poucas pilhas de palha ou de algum outro material natural (como uma pilha de folhas de palmeira, peles de animais, ou samambaias secas). Uma mudança importante foi as levantar do chão para evitar correntes de ar, sujeiras e pragas.

### África Subsaariana
Cerca de 3600 a.C., foram descobertas roupas de cama na caverna de Sibudu, na África do Sul. E elas eram feitas de Juncus e outras Monocotiledóneas cobertas com folhas de Cryptocarya.

### Europa
Entre 2200 a.C. e 3200 a.C., camas foram encontradas em uma preservada aldeia no norte da Escócia, que eram sustentadas por caixas feitas de pedra e, provavelmente, cobertas com enchimentos confortáveis.
A Odisseia, um antigo poema grego, descreve a cama de seu protagonista, Odisseu. E o suposto autor do poema, Homero, também menciona a folheação da madeira em ouro, prata e marfim. Uma cama semelhante pode ser vista no Museu de História Nacional St Fagans em Gales. O presumido autor do poema, Homero, também menciona incrustrações na madeira da cama com ouro, prata, e marfim.
Os colchões da Roma Antiga eram recheados com junco, feno ou lã. Penas foram usadas como artigo de luxo somente no final da República. Pequenas almofadas eram colocadas na cabeça e às vezes nas costas. Os pés das camas eram altas e só podiam ser subidas com a ajuda de degraus. Geralmente eram feitas para duas pessoas e tinham uma tábua ou grade na parte de trás, bem como a parte elevada na cabeceira. As colchas às vezes eram muito caras, geralmente roxas bordadas com ouro. Nessas camas também poderia haver uma espécie de cortina sobre toda a cama. 
As próprias camas eram muitas vezes de bronze com incrustações de prata, e Heliogábalo tinha uma de prata maciça. Nas paredes de algumas casas de Pompéia encontram-se nichos de cama provavelmente fechados por cortinas ou divisórias corrediças. Os antigos romanos tinham vários tipos de camas para repouso. Estes incluíam:
- lectus cubicularis, parecida com a cama comum.
- lectus genialis, era muito decorado e colocado no átrio oposto à porta.
- lectus discubitorius, ou mesa-cama, móvel na qual comiam deitados.
- lectus lucubratorius, usado para estudar.
- lectus funebris, or emortualis, usado para colocar mortos durante cerimônias funébres.

### Oriente Médio
Os egípcios tinham estrados altos, com almofadas ou travesseiros e cortinas penduras ao seu redor. A elite da sociedade egípcia, como faraós e rainhas, tinham até camas feitas de madeira, às vezes dourada. Frequentemente, havia também um encosto de cabeça semicilíndrico feito de pedra, madeira ou metal. E os antigos assírios, medos e persas tinham camas semelhantes, e geralmente decoravam seus móveis com folheações ou apliques de metais, madrepérola e marfim.

### História medieval

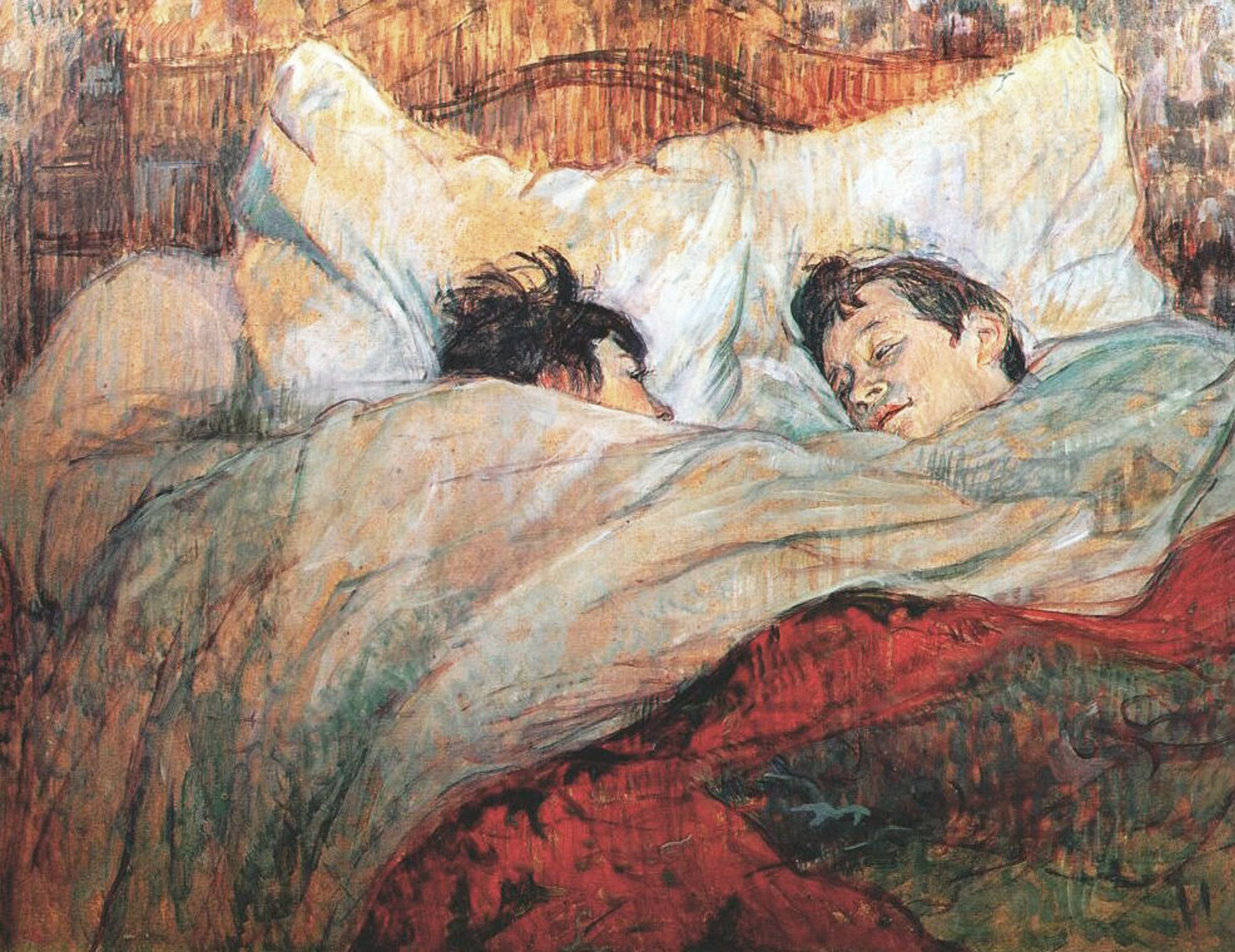
Henri de Toulouse-Lautrec (1893).

Os europeus medievais, deitavam-se no chão em camas cobertas de folhas sob peles ou em uma espécie de baú raso cheio de folhas e musgo. No início da Idade Média, eles colocavam tapetes no chão ou em um banco contra a parede, e colocavam sobre eles colchões cheios de penas, lãs ou cabelos, e o cobria com peles. Haviam cortinas penduradas no teto ou um braço de ferro que se projetava da parede. Normalmente, deitavam-se nus na cama, e se envolviam com grandes lençóis de linho esticados sobre as almofadas.
No século XII, o luxo aumentou e os estrados passaram a ser feitos com madeiras muito ornamentadas de embutidos, esculpidos, e pinturas. Eles também usavam camas dobráveis, que serviam como sofás durante o dia e tinham almofadas cobertas com seda colocada sobre o couro. E à noite, se estendiam o lençol de linho e colocavam travesseiros, enquanto as peles cobertas de seda serviam como colchas. Os manuscritos carolíngios mostram estrados de metal muito mais elevados na cabeça do que nos pés, e esta forma continuou em uso até o século XIII, na França, e muitas almofadas eram adicionadas para inclinar o corpo.
No século XIV a madeira se tornou menos importante, pois geralmente era coberta por tapeçarias de materiais ricos — A seda, o veludo, e até mesmo tecido de ouro foram usados com frequência. E foi nesse século que a cama de dossel fez sua primeira aparição, sendo uma cama pendurada no teto ou presa às paredes, forma que se desenvolveu mais tarde como um quarto dentro de um quarto, fechado com duplas cortinas, às vezes até para impedir todas as correntes de ar. A estrutura de madeira do dossel acompanhada por tecidos costumava servir de proteção contra o frio e contra os insetos, além de criar privacidade. O espaço entre a cama e a parede foi chamado de ruelle, onde amigos muito íntimos eram recebidos. Também no século XIV, os colchões de penas se tornaram bens de grande valor.
No século XV, camas se tornaram muito grandes, atingindo 2,1 a 2,4 metros por 1,8 a 2,1 metros. Os colchões costumavam a estar cheios de cascas de ervilha, palhas ou penas. Nessa época, grandes personagens tinham o hábito de transportar consigo grande parte de seus bens, incluindo camas e cortinas de camas, e por essa razão os estrados eram, em sua maioria, meras estruturas a serem cobertas; mas por volta do século XVI, os estrados passaram a ser feitos de forma mais leve e mais decorativa, uma vez que os senhores permaneciam no mesmo lugar por períodos mais longos.

### História moderna
No século XVII, o que tem sido chamado de "o século de camas magníficas", o estilo a la duchesse, com camas dossel e cortinas apenas na cabeça, substituídas, na França, por camas fechadas, duraram muito mais tempo na Inglaterra. Louis XIV teve um enorme número de camas sumptuosas, chegando a 413 descritas nos inventários de seus palácios. Alguns deles tinham bordados enriquecidos com pérolas e figuras sobre um fundo de prata ou ouro. A grande cama em Versalhes tinha cortinas de veludo carmesim em que "The Triumph of Venus" estava bordado. Foi usado tanto ouro que o veludo quase não apareceu.
No século XVIII, travesseiros de penas foram utilizados pela primeira vez como cobertores na Alemanha, que na moda da cama e na curiosa etiqueta relacionada ao quarto seguiam em grande parte na França. As camas foram a la duchesse, mas na própria França, havia uma grande variedade de nomes e formas. O costume "bed of justice", na qual o rei da França se inclinava quando estava presente no parlamento, os príncipes sentados, os grandes oficiais de pé, e os funcionários menores ajoelhados, era realizada para denotar o poder real ainda mais do que o trono.
Luís XI é creditado com seu primeiro uso e o costume durou até o fim da monarquia. No chambre de parade, onde a cama cerimonial era colocada, algumas pessoas, como embaixadores ou grandes senhores, a quem se desejava homenagear, eram recebidos de uma forma mais íntima do que a multidão de cortesãos. Em Versalhes, as mulheres recebiam suas amigas em suas camas, antes e após o parto, durante os períodos de luto, e até logo após o casamento; na verdade, em quaisquer circunstâncias que consideravam merecedoras de felicitações ou condolências. Durante o século XVII, esse curioso costume se generalizou, talvez para evitar os detalhes cansativos de etiqueta. Camas portáteis foram usadas na alta sociedade na França até o fim do Antigo Regime. A primeira menção que foi encontrada pertencia a Carlos, o Temerário. Eles tinham cortinas sobre uma moldura leve e eram tão finos quanto as camas fixas.
Camas de ferro aparecem no século XVIII; os anúncios as declaravam como livre dos insetos que às vezes infestavam os estrados de madeira. Em outros lugares, haviam também a cama fechada com venezianas corrediças ou dobráveis. E na Inglaterra — Onde as camas eram geralmente muito simples em sua forma — a cama dossel foi a cama comum do cidadão até meados do século XIX.

## Classificação por tamanhos
Existem diversos tamanhos de cama:
- Cama de Solteiro (1,88 m de comprimento x 0,78 m de largura ou 1,88 m x 0,88 m): Uma cama desenhada para somente uma pessoa.
- Cama de Solteiro King (2,03 m de comprimento x 0,96 m de largura): Uma cama intermediária entre a de solteiro e a de casal. Também é conhecida como "solteiro extra", "cama de corpo e meio", "cama meio casal" ou  "cama de viúvo".
- Cama de Casal (1,88 m de comprimento x 1,38 m de largura): Cama desenhada para casais. Tem o espaço aproximado de duas camas de solteiro lado a lado.
- Cama Queen Size (1,98 m de comprimento x 1,58 m de largura): É uma cama com dimensões um pouco maiores que as da cama de casal tradicional, proporcionando mais conforto para o casal.
- Cama King Size (1,98 m de comprimento x 1,86 m  de largura): Mais larga que a cama Queen Size, proporcionando ainda mais conforto.
- Cama super King Size ( 2,03m de comprimento x 1,93 m de largura): É o maior tamanho, proporcionando amplo espaço e conforto para o casal.

## Exemplos notáveis

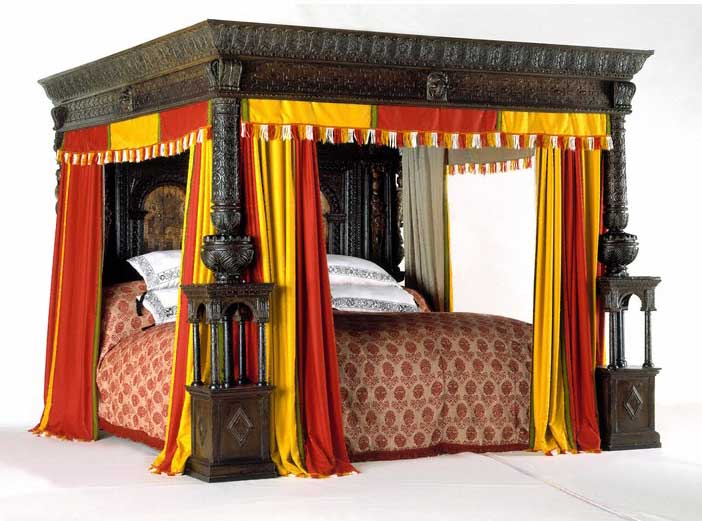
A Great Bed of Ware, uma das maiores camas do mundo.

Uma das maiores camas do mundo é a Great Bed of Ware, feita por volta de 1580. Tem 3,26 metros de largura e 3,38 metros de comprimento. A cama é mencionada por Shakespeare na peça de teatro Noite de Reis. Atualmente está localizada no Victoria and Albert Museum (V&A) em Londres. Outra cama do mesmo local, é a Golden Bed criada por William Burges em 1879.
Em 1882, um marajá indiano tinha uma cama feita de prata maciça. Em cada canto da cama havia uma estátua em tamanho natural de uma mulher nua segurando um leque. O mais interessante é que essa cama possui um mercanismo que faz as estátuas se moverem quando se está deitado.
Em 1865, existia uma cama conversível acoplada a um piano vertical que funcionava.

## Armação de cama

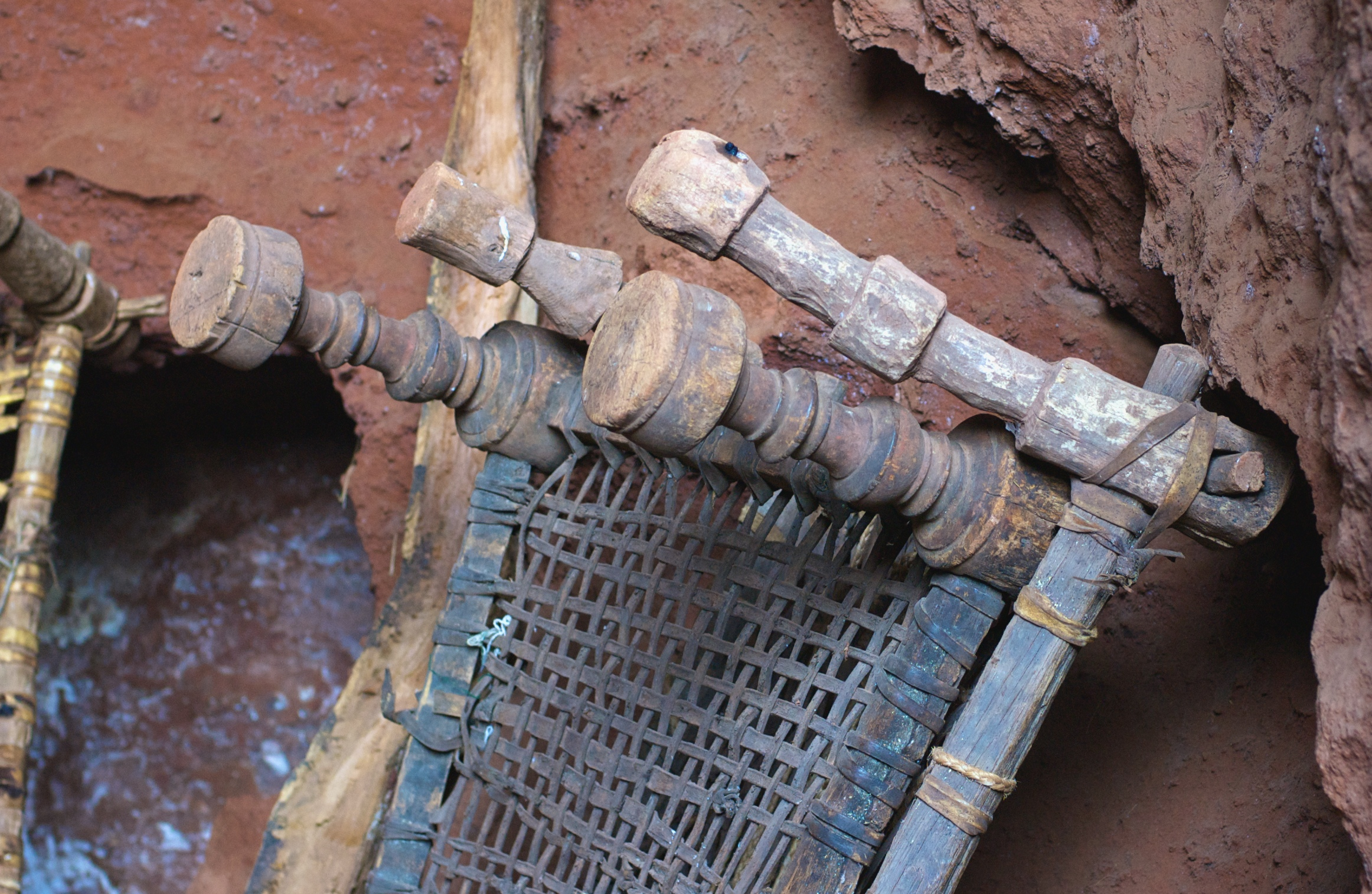
Estruturas de cama tipo charpai etíope, feito com fibras.

As armações das camas, também chamadas de estrados, são feitas de madeira ou metal. Para estruturas pesadas ou maiores (como camas queen e king-size), a estrutura da cama também inclui um trilho de suporte central. Os trilhos são montados para criar uma caixa para o colchão. A estrutura da cama inclui cabeceira e pés. Também pode incluir ripas para suportar o colchão, caso em que não é necessária uma base única, como numa cama de plataforma.
Camas com armação de ferro foram desenvolvidas na Itália do século XVII para resolver as infestações de percevejos e mariposas dentro das casas.